# Scream 3
Scream 3 (gestileerde bioscooptitel Scr3am) is een Amerikaanse satirische horrorfilm uit 2000 onder regie van Wes Craven. De productie volgt op Scream 2 (1997), waar deze ook verhaaltechnisch op aansluit. Scream 3 was oorspronkelijk het sluitstuk van een beoogde trilogie, maar kreeg in 2011 een nieuw vervolg: Scream 4.
Het script voor Scream 3 is voor het grootste deel van de hand van Ehren Kruger. De schrijver van de eerste twee delen (Kevin Williamson) begon hieraan, maar droeg zijn taken over vanwege andere verplichtingen. In de geest van de reeks behield Kruger de talrijke referenties naar 'regels in horrorfilms' en andere titels in het genre.

## Verhaal
Sidney Prescott heeft nog steeds trauma's van de moordenaars die haar belaagden. Ze woont nu in een veilige omgeving in een gebied in Californië, waar zij thuis werkt als een telefonisch adviseur voor slachtoffers van verkrachtingen. Gale Weathers is inmiddels een succesvol nieuwsverslaggever geworden, dankzij haar boek over de Ghostface-moorden in Woodsboro en Los Angeles. Hun verleden achterhaalt de vrouwen wanneer Cotton Weary, de aanvankelijke verdachte van de moord op Sidneys moeder, wordt vermoord in zijn appartement. De politie in Los Angeles denkt dat de moordenaar in de Woodsboro-zaak dit op zijn geweten heeft, omdat bij de plek van misdrijf een foto werd aangetroffen van Sidneys moeder. Wanneer Gale de foto daadwerkelijk identificeert als Maureen Prescott, is het haar duidelijk dat de moordenaar weer actief is.
Ondertussen is er in de stad Los Angeles een nieuwe film in productie, genaamd Stab 3: Return to Woodsboro. De film is gebaseerd op het verleden van Sidney en wordt op het moment van de moorden volop gedraaid in Hollywood. De acteurs in Stab 3 worden een voor een vermoord, in dezelfde volgorde als de mensen die ze spelen dat gebeurde. Sidneys hulp wordt ingeroepen om uit te zoeken wie er achter de moorden zit.

## De regels
De regels, die men kan beschouwen als de rode draad in de Scream-films, blijven een belangrijk deel. In Scream 3 bekijkt Sidney een video, gemaakt door Randy Meeks voordat hij werd vermoord, waarin wordt verteld wat de verschillen zijn tussen vervolgen in films. Ook vertelt Randy in zijn video dat in het derde deel alle voorgaande regels niet meer gelden. Iets dat de moordenaar, die geobsedeerd is door regels van horrorfilms, maar al te graag zal laten gelden in zijn show.

## Rolverdeling
| Acteur            | Personage              |
| ----------------- | ---------------------- |
| David Arquette    | Dewey Riley            |
| Courteney Cox     | Gale Weathers          |
| Neve Campbell     | Sidney Prescott        |
| Patrick Dempsey   | Mark Kincaid           |
| Parker Posey      | Jennifer Jolie         |
| Scott Foley       | Roman Bridger          |
| Deon Richmond     | Tyson Fox              |
| Emily Mortimer    | Angelina Tyler         |
| Matt Keeslar      | Tom Prinze             |
| Jenny McCarthy    | Sarah Darling          |
| Lance Henriksen   | John Milton            |
| Patrick Warburton | Steven Stone           |
| Liev Schreiber    | Cotton Weary           |
| Kelly Rutherford  | Christine Hamilton     |
| Lynn McRee        | Maureen Prescott       |
| C.W. Morgan       | Hank Loomis            |
| Heather Matarazzo | Martha Meeks           |
| Nancy O'Dell      | televisiepresentatrice |
| Jason Mewes       | Jay                    |
| Kevin Smith       | Silent Bob             |
| Roger Corman      | studiodirecteur        |
| Carrie Fisher     | Bianca Burnette        |
| Roger L. Jackson  | Ghostface              |

## Ontvangst
Scream 3 werd uitgebracht op 3 februari 2000 en werd door het publiek gemengd ontvangen. Op Rotten Tomatoes heeft de film een score van 40% op basis van 126 beoordelingen. Metacritic komt op een score van 56/100, gebaseerd op 32 beoordelingen. In 2011 werd er een vervolgfilm uitgebracht onder de naam Scream 4.

## Trivia
- Gale Weathers (Cox) noemt Jennifers relatie met Brad Pitt. Dit is omdat Cox van 1994 tot en met 2004 in de sitcom Friends samen met Jennifer Aniston speelde, die destijds een relatie met Pitt had.
- Scream 3 werd in het openingsweekend van de film in 3.467 bioscopen in de hele Verenigde Staten gedraaid. Dit was voor die tijd een record, dat later overigens gebroken zou worden door de Harry Potter-film Harry Potter and the Sorcerer's Stone uit 2001 met 3.762 bioscopen.
- In vergelijking met de andere films werd er in deze film maar 40 liter namaakbloed gebruikt. In de eerste film was dat 200 liter en in de tweede film was dat 120 liter.
- Na de scène waarin Gale Weathers van de set van Stab 3 werd weggestuurd komt er een groep toeristen langs. Tussen die toeristen bevinden zich de typetjes Jay en Silent Bob gespeeld door Jason Mewes en Kevin Smith.